# Hans Bauer (Drehbuchautor)
Hans Bauer ist ein österreichischer Drehbuchautor und Filmproduzent.

## Leben
Hans Bauer schrieb sein Debütdrehbuch 1997 für den Schlangen-Horrorfilm Anaconda mit Jennifer Lopez, Eric Stoltz, Ice Cube, Owen Wilson und John Voigt. 1999 folgte Komodo – Die Dracheninsel und 2004 Highwaymen. 2004 schrieb er das Drehbuch zu Anacondas: Die Jagd nach der Blut-Orchidee, welcher den ersten Teil von 1997 fortsetzt. 2007 lieferte Bauer die Vorlage für  The Flock – Dunkle Triebe mit Richard Gere und Claire Danes.
Hans Bauer ist ebenfalls als Produzent tätig, so 1998 für den Horrorfilm Milo – Das Grauen hat einen Namen und 2000 für den Zeichentrickfilm Titan A.E..

## Filmografie
als Drehbuchautor:
- 1997: Anaconda
- 1999: Komodo – Die Dracheninsel (Komodo)
- 2004: Highwaymen
- 2004: Anacondas: Die Jagd nach der Blut-Orchidee (Anacondas: The Hunt for the Blood Orchid)
- 2007: The Flock – Dunkle Triebe (The Flock)

als Produzent:
- 1998: Milo – Das Grauen hat einen Namen (Milo)

als Associate Producer:
- 2000: Titan A.E.